# Жарков (Львовская область)
Жарков (укр. Жарків) — село в Подкаменской поселковой общине Золочевского района Львовской области Украины.
Население по переписи 2001 года составляло 166 человек. Занимает площадь 0,567 км². Почтовый индекс — 80663. Телефонный код — 3266.